# Wisse Dekker

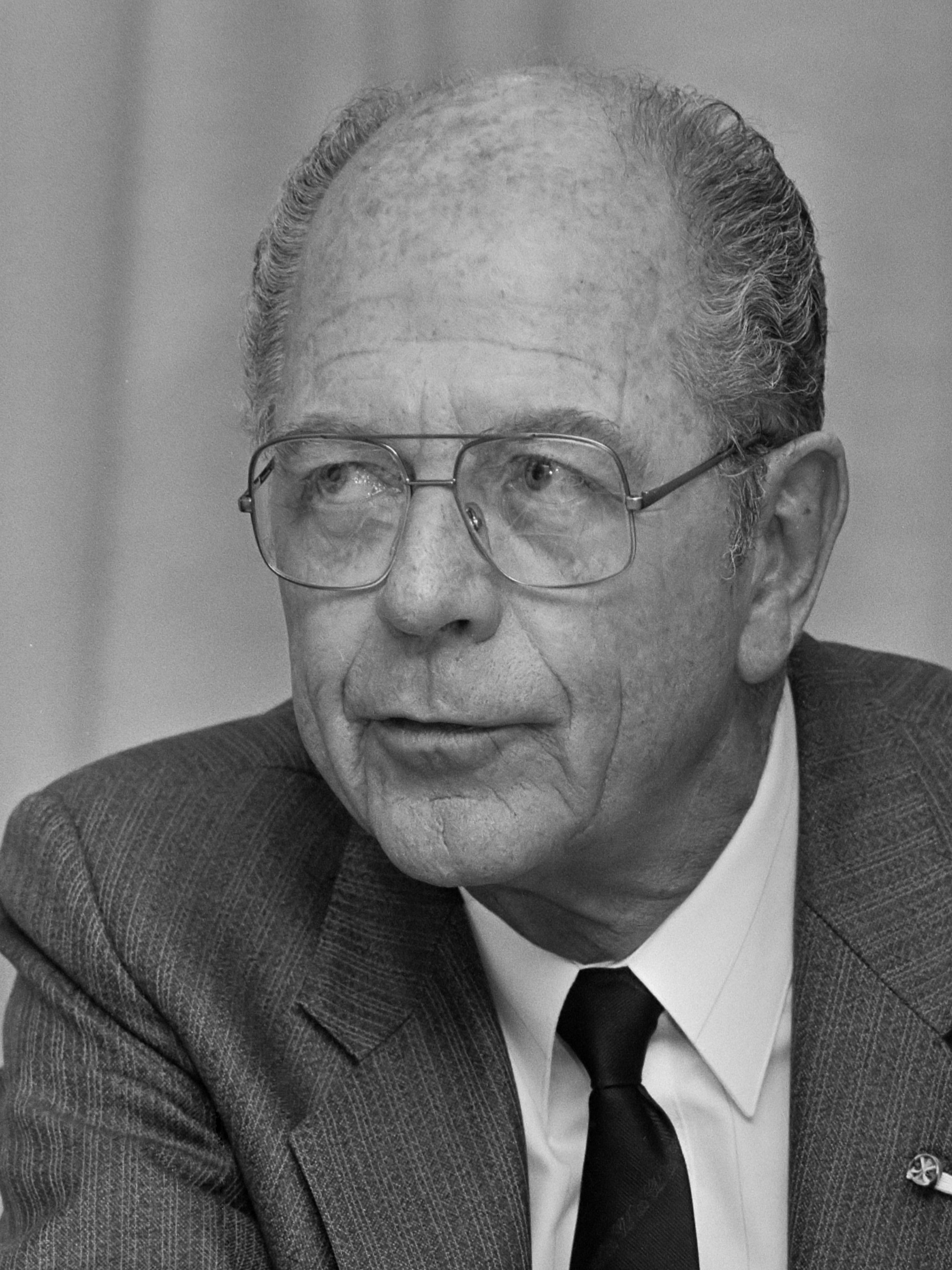
Wisse Dekker in 1987

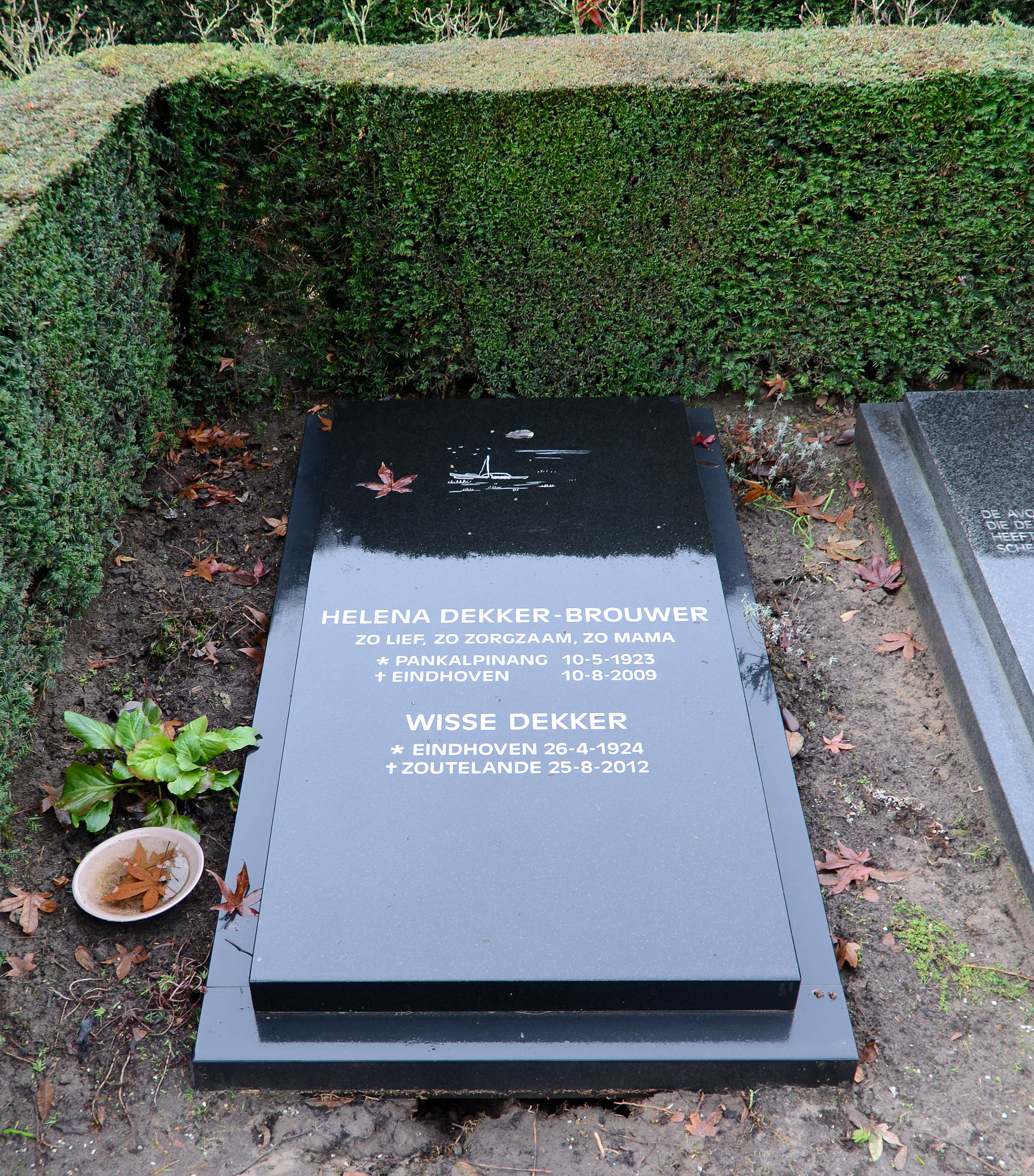
Graf van Wisse Dekker en Helena Dekker-Brouwer, Gemeentelijke begraafplaats Woensel, Eindhoven

Wisse Dekker (Eindhoven, 26 april 1924 – Zoutelande, 25 augustus 2012) was president-directeur van Philips van 1982 tot 1986.
Zijn voorganger Nico Rodenburg stond vier jaar aan het roer bij Philips van 1977 tot 1981. De opvolger van Wisse Dekker als president-directeur was Cor van der Klugt van 1986 tot 1990. 
Na 1986 werd Dekker voorzitter van de Raad van Toezicht van Philips. Van 1988 tot 1992 was hij voorzitter van de Europese Rondetafel van Industriëlen.
Dekker was zijn hele carrière werkzaam bij Philips. In 1948 begon hij als werknemer van de Hoofdlandengroep Zuidoost-Azië. In de jaren vijftig en zestig werkte hij zich op binnen de Aziatische tak van het elektronicaconcern. In 1966 werd hij algemeen directeur voor Philips in het Verre Oosten. In 1972 werd hij naar Europa gehaald en werkte hij in diverse directiefuncties bij Philips Groot-Brittannië. In 1979 kwam Dekker naar Nederland en trad hij toe tot de raad van bestuur, om drie jaar later president-directeur te worden.
Toen Dekker in 1982 als president aantrad bij Philips, maakte het concern zware tijden door vanwege de concurrentie uit Japan en de mislukte introductie van een aantal producten zoals de V2000-videorecorder. Ondanks het feit dat Dekker doorging met het reorganiseren van het bedrijf en het schrappen van arbeidsplaatsen, werd hij populair bij het personeel omdat hij het geloof in de toekomst van het bedrijf wist te herstellen.
Dekker trad in tegenstelling tot zijn voorgangers regelmatig op in de media. Hij was een pleitbezorger van een sterk en verenigd Europa. In 1985 ontving hij mede daarom de Prijs (een bronzen beeld Dirigent van Jits Bakker) voor Excellent Ondernemerschap, uitgereikt door het Nederlandse Centrum voor Directeuren en Commissarissen. 
Dekker overleed op 88-jarige leeftijd in Zoutelande tijdens het autorijden aan een natuurlijke dood, waarbij hij een aanrijding veroorzaakte.
Frederik Philips (1891-1899) · Gerard Philips (1891-1922) · Anton Philips (1922-1939) · Frans Otten (1939-1961) · Frits Philips (1961-1971) · Henk van Riemsdijk (1971-1977) · Nico Rodenburg (1977-1981) · Wisse Dekker (1982-1986) · Cor van der Klugt (1986-1990) · Jan Timmer (1990-1996) · Cor Boonstra (1996-2001) · Gerard Kleisterlee (2001-2011) · Frans van Houten (2011-2022) · Roy Jakobs (2022-heden)
- Bibliothèque nationale de France: cb12433823b (data)
- Gemeinsame Normdatei: 119430614
- International Standard Name Identifier: 0000 0000 8514 7503
- Library of Congress Control Number: n88075355
- Nederlandse Thesaurus van Auteursnamen: 07429220X
- Virtual International Authority File: 102143
- WorldCat: E39PBJghjT3w3vygwgffT3cpT3